# Grüne Stielzunge
Die Grüne Stielzunge (Microglossum viride, syn. Geoglossum viride und Leptoglossum viride) ist ein Schlauchpilz aus der Familie der Erdzungenverwandten. Sie wird manchmal auch als Grüne Erdzunge bezeichnet, obwohl eigentlich die Vertreter der Gattung Geoglossum Erdzungen genannt werden.

## Merkmale

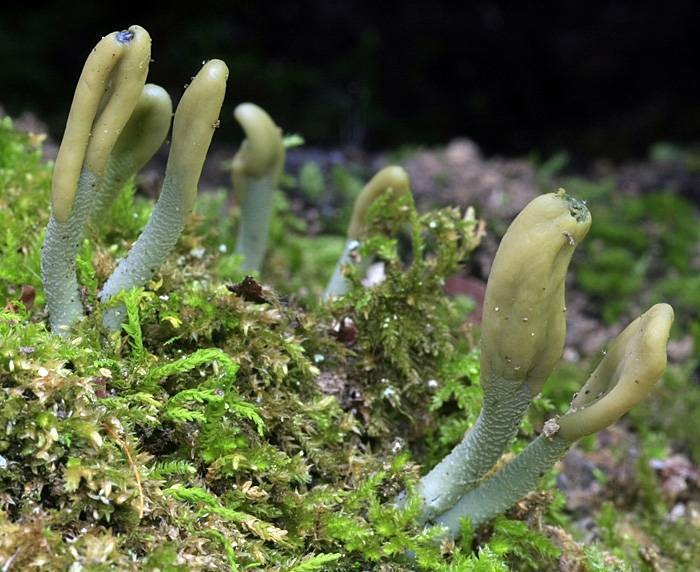
Junge Exemplare der Grünen Stielzunge haben ein hellgrünes Kopfteil.

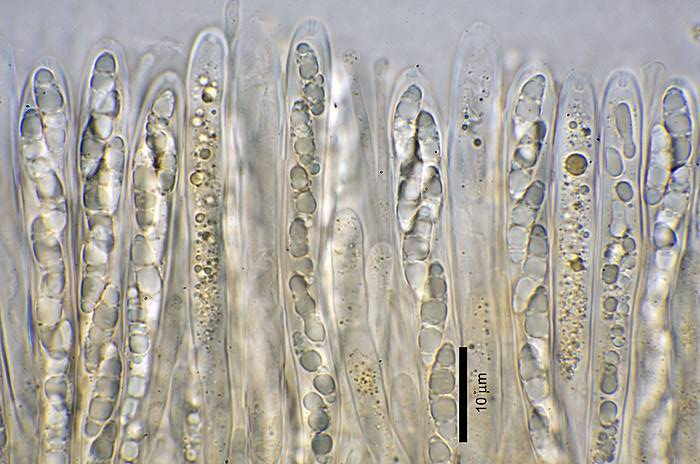
Mit Sporen gefüllte Schläuche der Grünen Stielzunge unter dem Lichtmikroskop

### Makroskopische Merkmale
Der 1–6 cm hohen und 3–7 mm breite, feucht glänzende Fruchtkörper besteht aus einem schlanken, abgesetzten und sterilen Stielteil sowie einem zungen-, spatel- bis keulenförmigen, breitgedrückten und tief längsgefurchtem Kopfteil, der mit der sporenproduzierenden Fruchtschicht überzogen ist. Letzterer ist glatt und zunächst hellgrün, später spangrün gefärbt und kann manchmal auch ockerliche Töne aufweisen. Beim Eintrocknen dunkeln die Farben schwarzgrün nach. Der oft verbogene Stiel ist kleiig-schuppig besetzt, klebrig und hat eine grau-grünliche bis grün-blaue, zur Basis hin eine weißliche Farbe. Das untere Stielende ist oft mit anderen Fruchtkörpern verwachsen. Das brüchige und spangrüne Fleisch ist im Stielteil voll, im Kopfteil dagegen ausgehöhlt.

### Mikroskopische Merkmale
In den bis zu 150 Mikrometer langen und 10 µm breiten Schläuchen – die Spitzen lassen sich mit Iodlösung blau anfärben – reifen jeweils 8 Sporen heran. Die farblosen Ascosporen sind zylindrisch-spindelförmig, glatt, mit großen Öltröpfchen gefüllt und besitzen bei Reife 3(–4) Querwände. Sie werden 22–35 µm lang und messen in der Breite 4–6 µm – Marcel Bon gibt die Maße 15–23 × 4–6 µm an. Die Schläuche sind mit schmalen, verzweigten und an der Spitze leicht verdickten sterilen Zellfäden untermischt und bilden zusammen die Fruchtschicht.

## Artabgrenzung

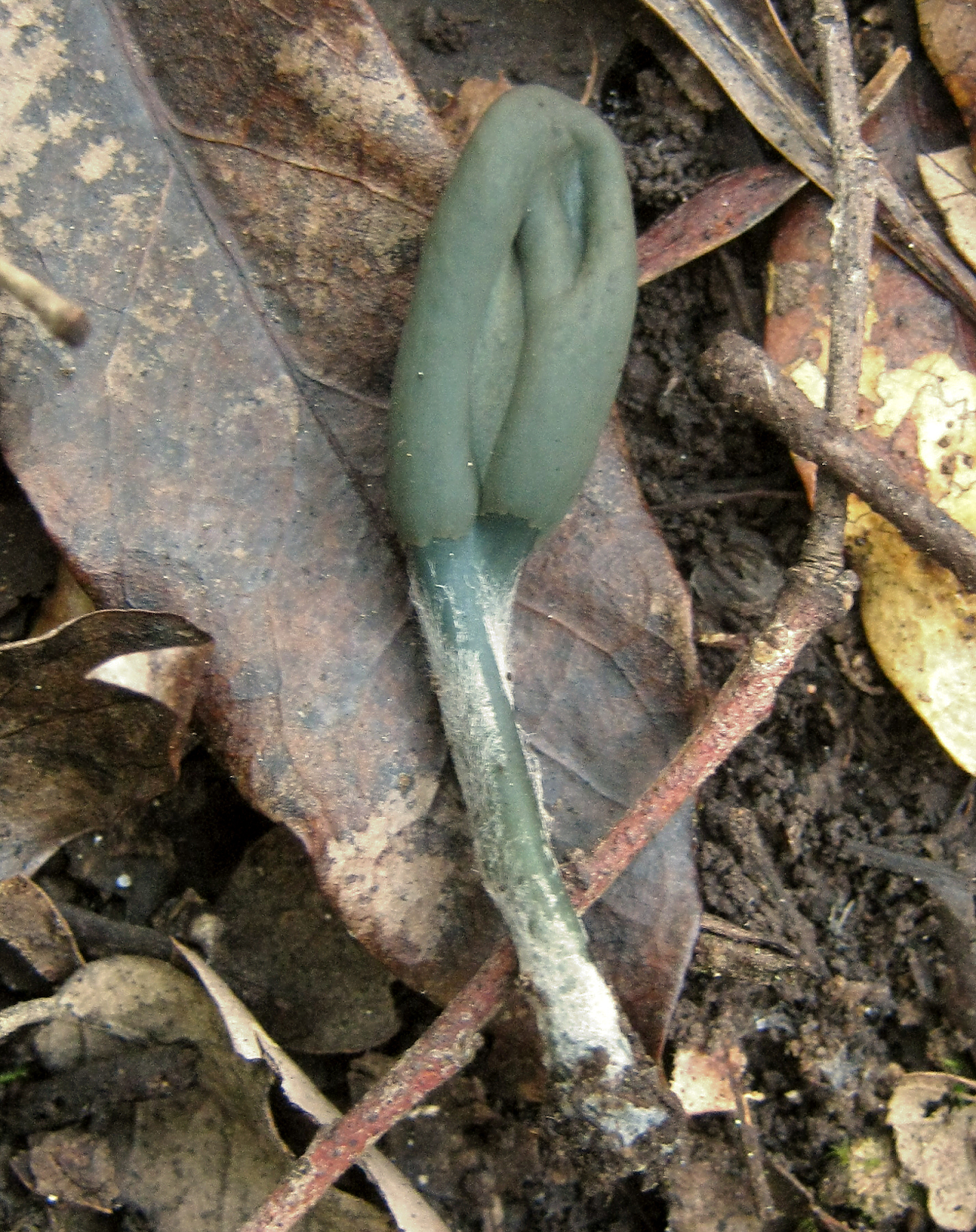
Die Olivbraune Stielzunge wächst auf Wiesen und Halbtrockenrasen.

Die Olivbraune Stielzunge (M. olivaceum) kann ebenfalls grünliche Farben aufweisen, wächst aber auf naturbelassenen Wiesen und Halbtrockenrasen. Von den Erdzungen (Geoglossum) unterscheiden sich die Stielzungen in der Sporenfarbe: Erstere sind bräunlich gefärbt, Zweitere hyalin.

## Ökologie und Phänologie

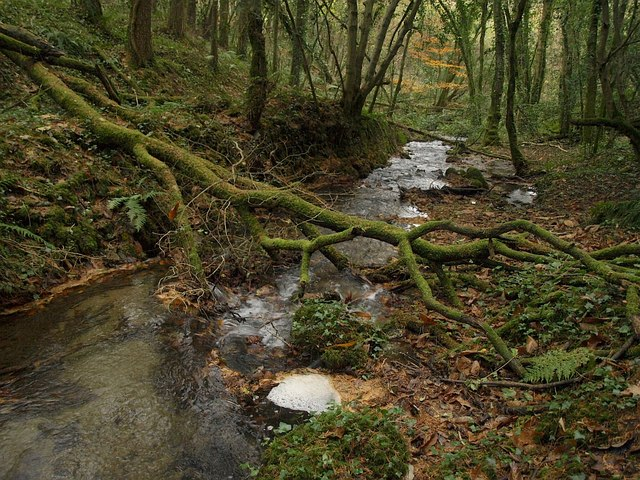
Zu den typischen Standorten der Grünen Stielzunge gehören zum Beispiel feuchte Bereiche entlang von Bachläufen.

Die Grüne Stielzunge wächst zerstreut in Laubwäldern auf dem Erdboden zwischen Gräsern und Moosen an feuchten Stellen wie z. B. an Bachrändern. Die Fruchtkörper erscheinen von September bis November.

## Verbreitung und Gefährdung
Die Art ist in weiten Teilen Europas, aber auch in Asien und Nordamerika in Höhenlagen von bis zu 2650 Meter gefunden worden. In Baden-Württemberg gilt sie als „potenziell gefährdet“, in Bayern und der bundesweiten Ausgabe der Roten Liste sogar als „stark gefährdet“.